# Isaac Kobina Abban
Isaac Kobina Donkor Abban (* 1933; † 21. April 2001 in Accra, Ghana) war ein ghanaischer Jurist. Von 1995 bis 2001 war er Chief Justice (oberster Richter) des Landes. Die gleiche Funktion hatte er zuvor bereits auf den Seychellen ausgeübt.

## Leben
Nach dem Studium der Rechtswissenschaften wurde Abban im April 1959 in die Rechtsanwaltskammer aufgenommen. In den frühen 1960er-Jahren war er für die Kammer (Aumog Chambers) in Cape Coast tätig. Nach einer erfolgreichen Tätigkeit als Rechtsanwalt wurde er zum Richter ernannt.
Er stieg Ende der siebziger Jahre zum Richter am High Court auf. Während dieser Tätigkeit wurde er 1978 zum Wahlleiter (electoral commissioner) in der Zeit der Militärjunta unter Ignatius Kutu Acheampong ernannt. In dieser Position trat er einem Referendum entgegen, das eine erneute Militärherrschaft durch Acheampong möglich gemacht hätte. Dieses Referendum wurde vom Supreme Military Council unter Acheampong dem Volk zur Abstimmung am 30. März 1978 vorgelegt und sollte zur Errichtung einer Einheitsregierung (Union Government, UNIGOV) führen. Acheampong plante eine Kooperation aus Militär, Polizei und Zivilisten zur Regierungsbildung unter Vermeidung einer Parteiendemokratie.
Die Opposition zu diesem Referendum als Wahlleiter zu den bevorstehenden Wahlen des Jahres 1979 brachte Abban in Misskredit bei den Militärmachthabern. Aus Angst um sein Leben verließ er daher das Land. Das Referendum führte in Ghana zu einem Aufstand gegen die Machthaber, in dessen Verlauf es im Juni 1979 zur Absetzung von Acheampong durch Fred Akuffo kam. Abban hatte sich indes auf den Seychellen niedergelassen und war dort ebenfalls als Richter tätig. Er wurde hier zum Chief Justice ernannt.
Am 22. Februar 1995 wurde der zwischenzeitlich nach Ghana zurückgekehrte Abban durch den damaligen Staatspräsidenten Jerry Rawlings als Nachfolger von Philip Edward Archer in das Amt des Chief Justice am Supreme Court erhoben. In dieser Funktion geriet er im Vorfeld der Präsidentschaftswahlen im Jahr 2000 in die Kritik: Zur Teilnahme an der Wahl sollten nur Inhaber eines neuen Ausweises mit Passfoto berechtigt sein; der Supreme Court unter Abban entschied jedoch, dass auch Wähler zugelassen waren, die diesen neuen Ausweis noch nicht hatten.
Nachdem er dem im Januar 2001 gewählten Präsidenten John Agyekum Kufuor den Amtseid abgenommen hatte, begab Abban sich in medizinische Behandlung. Er wollte aus gesundheitlichen Gründen sein Amt im Mai 2001 niederlegen, verstarb jedoch bereits am 21. April in einem Krankenhaus in Accra an den Folgen seiner Erkrankung. Sein Nachfolger wurde Edward Kwame Wiredu.